# ریچارد کیت الیس
 ریچارد کیت الیس (انگلیسی: Richard Keith Ellis؛ زاده ۱۷ نوامبر ۱۹۴۹) یک فیزیک‌دان اهل بریتانیا است.